# Aspalathus candicans
Aspalathus candicans är en ärtväxtart som beskrevs av William Townsend Aiton. Aspalathus candicans ingår i släktet Aspalathus och familjen ärtväxter. Inga underarter finns listade i Catalogue of Life.